# John Lipsky
John Lipsky es un economista estadounidense de origen judío. Fue subdirector gerente del Fondo Monetario Internacional entre 2006 y 2011. Estuvo a cargo de la dirección interina de la institución durante dos meses tras la dimisión el 18 de mayo de 2011 de Dominique Strauss-Kahn, por un escándalo judicial. Volvió a su puesto original tras la elección de Christine Lagarde al frente del FMI.

## Biografía
Nacido en Nueva York, procede de una familia judía. Después de graduarse de la Universidad de Wesleyan, con una licenciatura en economía, realizó un doctorado en economía en la Universidad de Stanford. 
En 1984 se unió a Salomon Brothers en New York. Con sede en Londres, Inglaterra desde 1989, fue director del banco European Economic and Market Analysis Group. Regresa en 1994 a New York para realizar tareas en FMI. En 1998 se incorporó a JPMorgan como Economista en Jefe, y en la fusión de ese banco con el Chase Manhattan fue nombrado economista jefe y director de investigación. Luego pasó a un papel operacional, convirtiéndose en vicepresidente de JPMorgan Investment Bank.
Lipsky también es miembro del Consejo de Administración de la Oficina Nacional de Investigación Económica. Sus actividades profesionales han incluido entre otras, funciones en la Junta de Directores del Consejo Americano de Alemania, la Sociedad Japonesa, la Junta Asesora de la Stanford, Instituto para la Investigación de Política Económica, y el Consejo de Relaciones Exteriores.

## Carrera en el Fondo Monetario Internacional
Antes de ingresar al banco de inversión Salomon Brothers, John Lipsky, ha pasado diez años en el FMI desde 1974 hasta 1984, donde ayudó a gestionar el procedimiento para controlar los tipos de cambio y en la que analizaron la evolución de los mercados internacionales lavado de dinero. También participó en las negociaciones con varios miembros de la organización y se ha desempeñado como representante residente en Chile desde 1978 hasta 1980. 
En 2000, presidió un grupo de estudio sobre el sector financiero a la iniciativa del exdirector del FMI, Horst Köhler, para dar a la organización una perspectiva independiente de su trabajo en los mercados financieros internacionales. 
El 1 de septiembre de 2006 regresa al FMI como Sub-Director, sucediendo a Anne Krueger. Después de haber rechazado la opción de un segundo periodo en el cargo, Lipsky anuncia que dejara el cargo el 31 de agosto de 2011. Por los sucesos relacionados con el director del FMI Dominique Strauss-Kahn, Lypsky es nombrado subdirector en ejercicio de la dirección el 15 de mayo de 2011, luego de estar 2 meses al frente de la dirección interina del FMI tras la renuncia del Director en ejercicio. Tras la nominación de Christine Lagarde como Directora del Fondo, Lipsky retornó a su puesto de Sub-Director, cargo que ocupó hasta su retirada en noviembre de 2011